# Anthony Henday

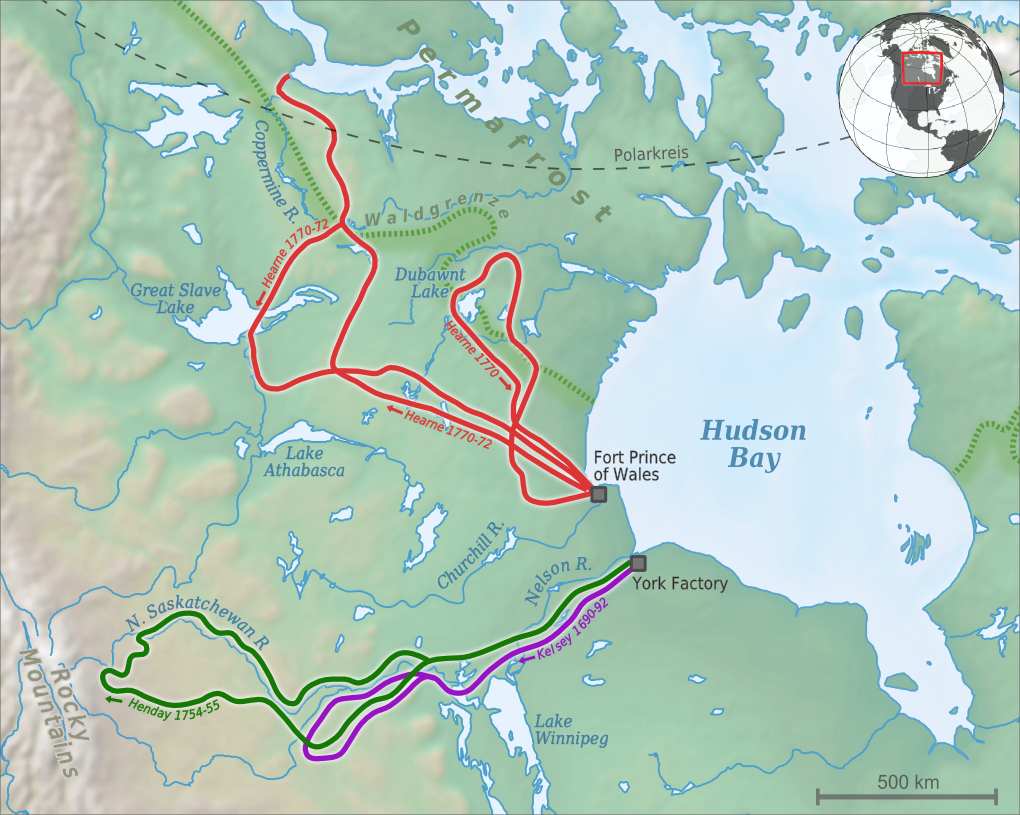
En vert la route suivie par Anthony Henday

Anthony Henday (mort après 1762) est un explorateur britannique.

## Biographie
Né dans l'île de Wight, peut-être baptisé le 24 décembre 1725 à Shorwell,  il pratique la contrebande avant d'entrer en 1750 dans la Compagnie de la Baie d'Hudson comme ouvrier agricole et fabricant de filet.
En 1754, il hiverne au sud des montagnes Rocheuses. Le 26 juin 1754, à partir de Fort York, il explore l'actuelle province canadienne d'Alberta, où il entre en contact avec les Indiens Pieds-Noirs. Il traverse l'actuelle Saskatchewan pour retourner à la baie d'Hudson. Il quitte la Compagnie en 1762, et sa trace est ensuite perdue.

## Œuvre
- A year inland : the journal of a Hudson's Bay Company, Wilfrid Laurier University Press, 2001

## Hommages
Une rocade d'Edmonton, la Anthony Henday Drive ainsi qu'une tour du Lister Centre, lieu d'hébergements, de rencontres et de conférences de l'Université d'Alberta, ont été nommées en son honneur.
Il y a aussi à Delburne un musée Henday.